# Caballo árabe-bereber
El caballo árabe-bereber (en árabe: حصان عربي بربري‎) es una raza de caballo de monta originaria del Magreb. Procedente de un cruce entre el árabe y el caballo bereber, tiene un origen genético común con este último. La raza se formó a finales del XIX, bajo la influencia de los franceses, luego se perpetuó localmente por sí misma. El primer registro genealógico de esta raza se creó en Argelia en 1948.
Es un caballo de tamaño medio, de forma cuadrada, con la típica morfología de un caballo de monta adaptado a la velocidad, con una gran cincha de pecho. Utilizado en particular para la fantasías, también se utiliza para las labores agrícolas de tracción en las zonas rurales del Magreb, aunque se trata principalmente de caballos de origen predominantemente bereber.
Es un caballo común en toda África del norte, con una estimación de 185 000 ejemplares en 2010. También hay una pequeña población europea.

## Denominación
Esta raza se conoce principalmente como el Arab-Barb en francés (ya sea en Marruecos, Argelia, Túnez  o Francia ), con variaciones en el uso de guiones y mayúsculas, como Arabe-Barbe  y «arabe-barbe»
En árabe, el nombre proporcionado por la Real Sociedad para el Fomento del Caballo (SOREC), en Marruecos, es en árabe: العريب الرببري‎ (ʿarīb barbarī).
La raza se denomina en inglés: Arabian-Berber en el CAB International (2016), o en inglés: Arab-Barb en varias publicaciones científicas  así como en Mauritania; en alemán su nombre oficial es en alemán: Araber-Berberpferd,

## Historia

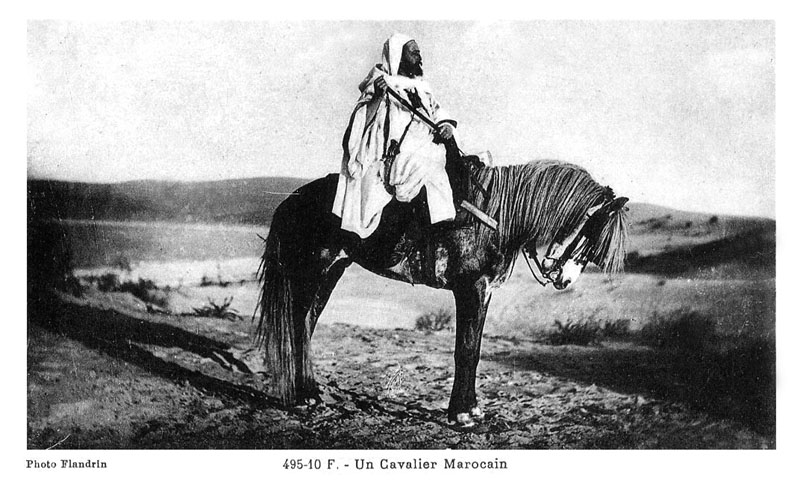
Jinete marroquí en su caballo bereber.

Estos caballos proceden de cruces entre el bereber, en particular marroquí, y el árabe. El dendrograma y el análisis de correspondencia factorial entre el bereber tunecino y el árabe-bereber muestran un solapamiento entre la composición genética de los individuos analizados, confirmando una base genética común.
La formación de la raza tiene su origen en la colonización francesa del norte de África a finales del siglo XIX, cuando se mezclaron caballos árabes de pura raza o caballos cruzados con los berebereres autóctonos. Según el autor Yassine-Hervé Jamali, los agentes de los remontes franceses estaban preocupados por una «degeneración» del bereber magrebí, raza bien caracterizada y diferenciada del árabe en los documentos de la época, y propusieron «regenerarlo» cruzándolo con el árabe.
En Argelia, las yeguas bereberes nativas de Tiaret (en el oeste del país) se cruzaron con sementales árabes ya en 1877, con fines militares, para «corregir» la morfología del bereber, que se consideraba defectuosa.. Los caballos resultantes de estos cruces se reprodujeron a continuación entre sí
Argelia fue el primer país que estableció un libro genealógico para el árabe-bereber en 1948. En este país, los árabes se presentan en espectáculos desde 1975.

## Descripción

### Altura y peso

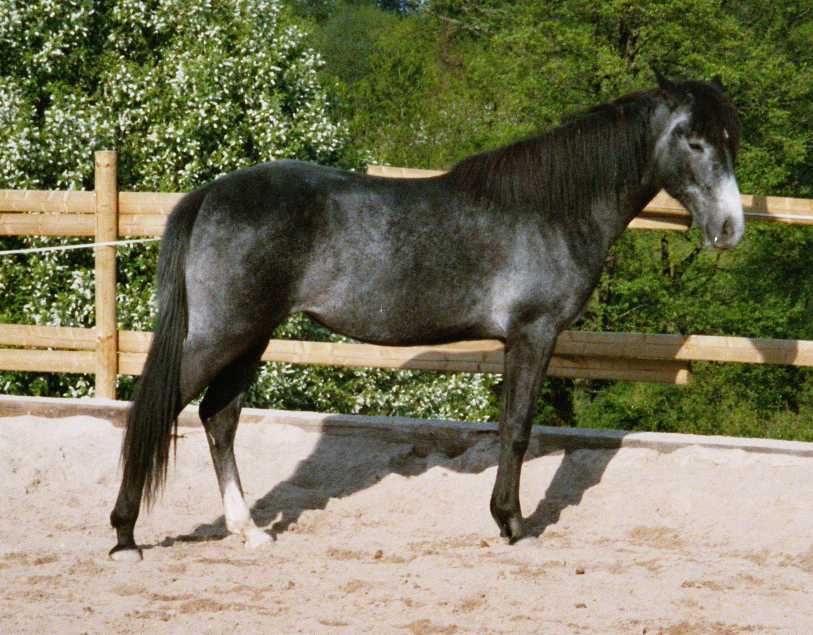
Joven árabe-bereber gris.

CAB International indica un rango de tamaño de 1,52 m a 1,62 m (2016), mientras que la Guía Delachaux indica de 1,40 m a 1,55 m. En Túnez, las medidas de referencia anotadas en la base de datos DAD-IS son 1,50 m en las hembras y 1,55 m en los machos. En el Chad, las medidas de referencia son más pequeñas, con una media de 1,42 m para las hembras y 1,47 m para los machos.
En Argelia, se indica una altura de 1,55 m tanto para los machos como para las hembras3. El árabe-bereber de las llanuras costeras es mayor que la de las tierras altas, a su vez mayor que la de las regiones desérticas, siendo la más pequeña la que se encuentra en las montañas. El barbo árabe argelino es más pequeño que el barbo, con un perímetro de barril más pequeño19. El árabe-bereber argelino es más pequeño que el Barbudo, con un perímetro de hocico menor, pero más grande que el árabe-bereber marroquí, con un perímetro de hocico mayor1.. Las medidas morfométricas muestran variaciones significativas según la región de cría.
El peso al nacer oscila entre 60 y 65 kg. En la edad adulta, este peso oscila entre 420 y 450 kg según los datos del DAD-IS en Túnez, y entre 400 y 500 kg según los datos de Argelia.

### Morfología

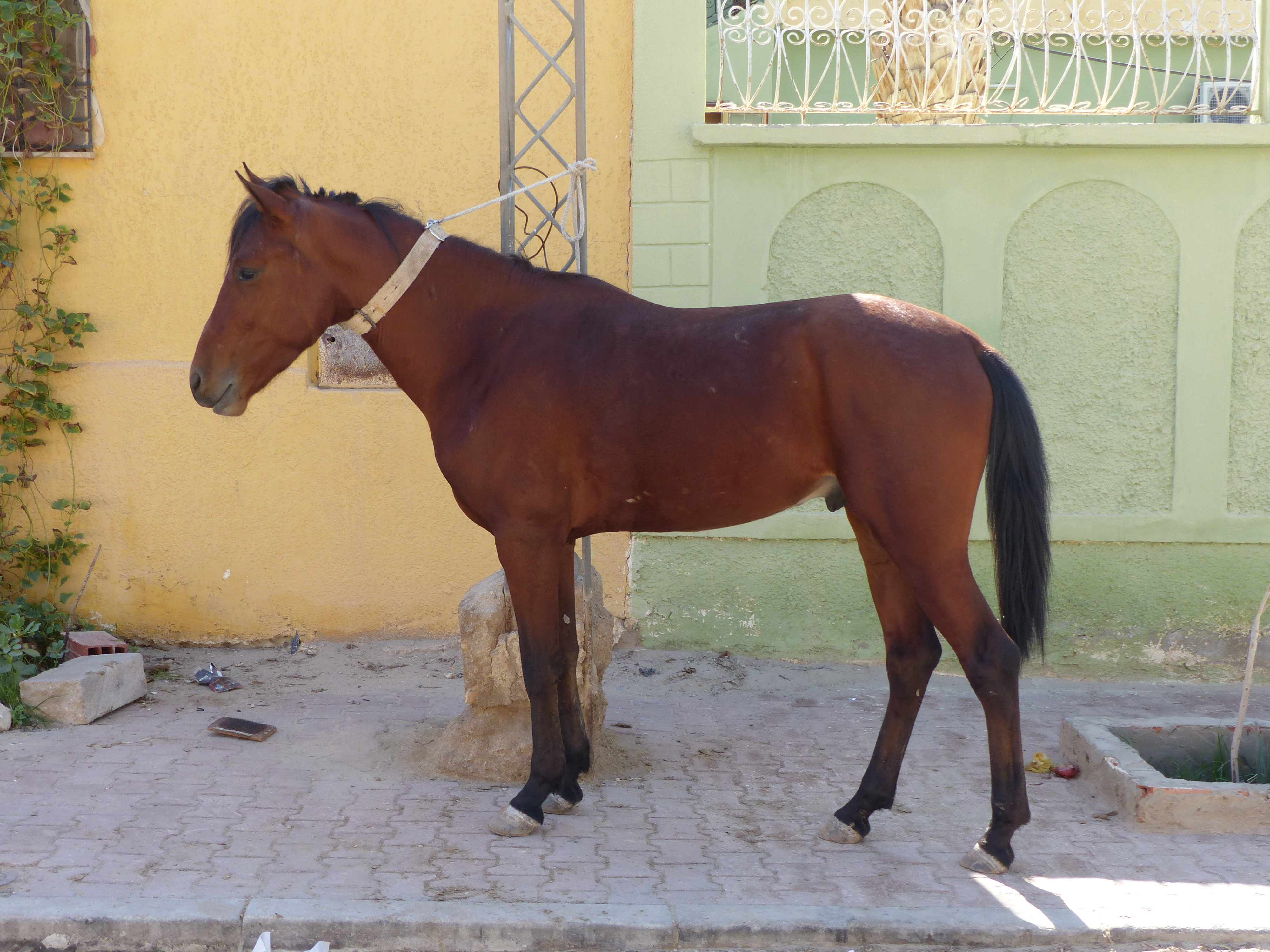
Bayo árabe-bereber en Tozeur, Túnez.

El modelo es el de un caballo oriental   con una línea media.] El árabe-bereber es generalmente más alto y fuerte que los caballos árabes, con cuartos traseros más altos y cascos adaptados a la velocidad. El formato es siempre «cuadrado». Las extremidades son delgadas en comparación con la masa del caballo. La circunferencia del pecho es relativamente grande, cualidad necesaria para un caballo de monta rápido. La altura a la cruz es igual a la altura de la grupa, lo que convierte al árabe-bereber en un caballo «horizontal».
Las demás medidas y características morfológicas, muy heterogéneas,Nacéra, Kacem (2012-2013). Évaluation morphométrique et polymorphisme génétique par amplification du microsatellite ASB02 chez les chevaux Barbe, Arabe Barbe et Pur-Sang Arabe du nord-ouest Algérien (en francés). Mémoire de magister en sciences agronomiques option « Génétique et reproduction animale ». Mostaganem: Universidad de Mostaganem. Consultado el 31 de mayo de 2021.</ref> varían en función del grado de origen árabe y bereber del animal, distinguiéndose tres categorías: caballos con menos del 25% de origen árabe, caballos entre el 25 y el 75%, y caballos con más del 75% de origen árabe. La morfología del árabe es muy diferente de la del bereber: el árabe es ligero, seco y fino, con un cuello fino y alargado, un perfil de cabeza cóncavo o recto, una cola corta de implantación alta y una grupa horizontal; por el contrario, el bererber es grueso, con un cuello ancho y grueso, un perfil de cabeza convexo o recto, una cola larga y completa de implantación baja y una grupa «pupitre». Según el SOREC, el perfil de la cabeza del árabe-bereber es generalmente rectilíneo o ligeramente cóncavo, el cuello de masa media, la grupa de inclinación moderada, con una cola de implantación media.
También existen importantes diferencias morfológicas entre el bereber de las llanuras costeras y el de las montañas. Los caballos de las regiones del altiplano y del desierto son morfológicamente intermedios entre los dos primeros.
Los caballos de montaña son más corpulentos y se perciben como menos elegantes.

### Pelaje

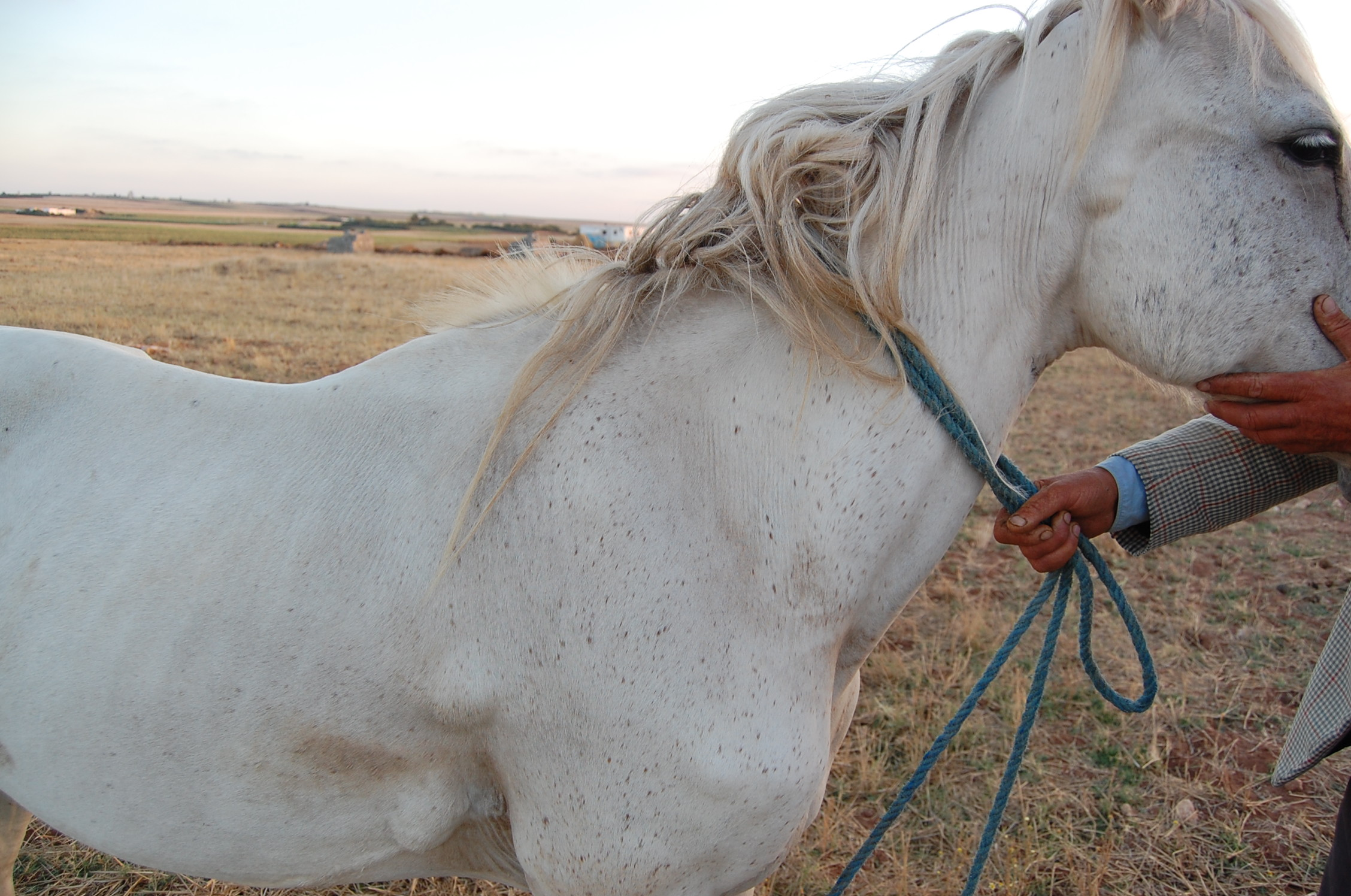
Melanomas en una árabe-bereber gris marroquí.

El pelaje está catalogado como gris en los datos de Túnez en DAD-IS, pero la Guía Delachaux también menciona como posibles el bayo, el castaño con crines lavadas y el negro, a menudo con marcas blancas. El árabe-bereber chadiano está catalogado como de pelaje oscuro.

### Temperamento y mantenimiento

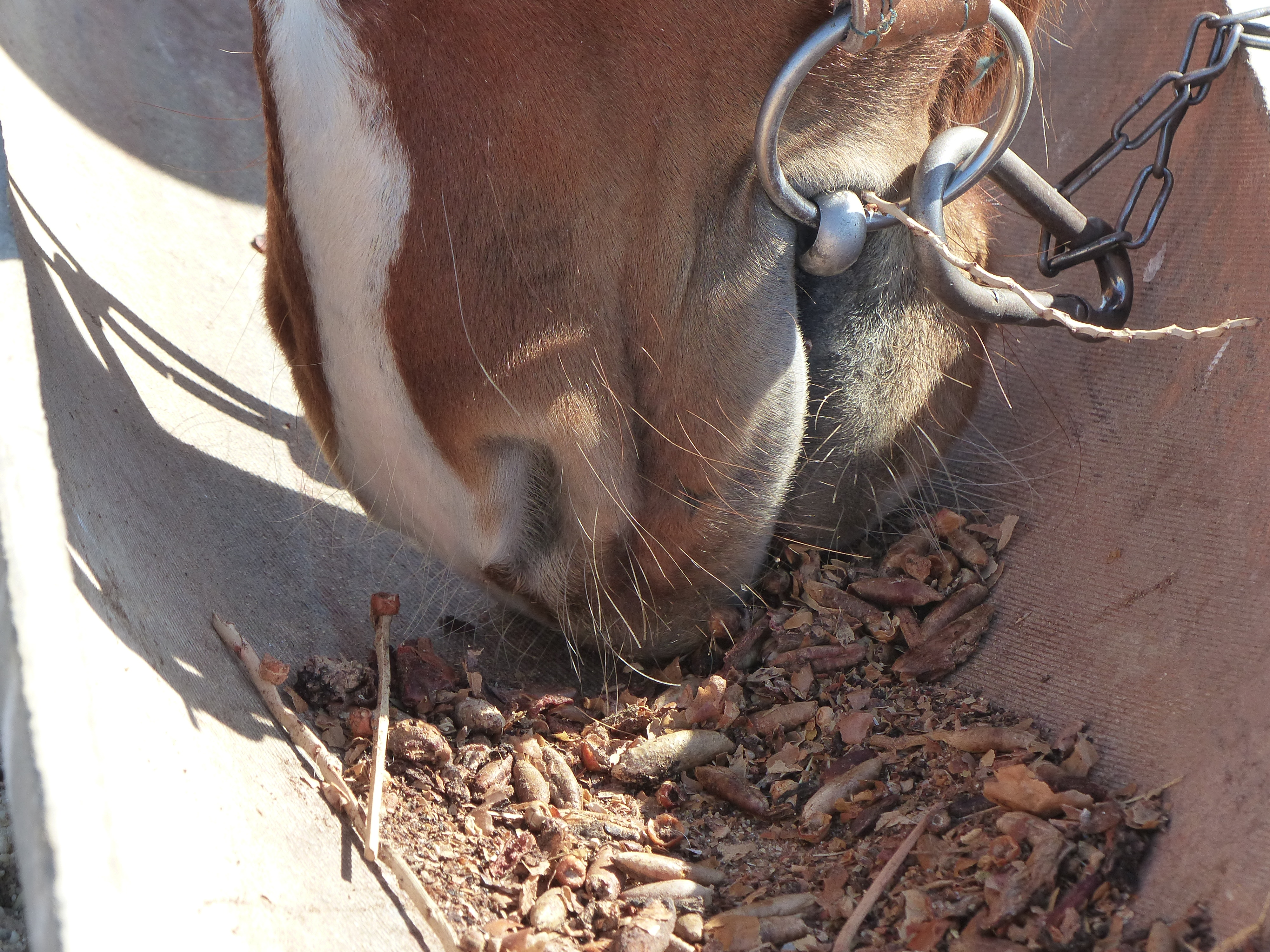
Árabe-bereber del desierto comiendo dátiles secos, cerca de Tozeur.

La fecundidad de la raza es supuestamente baja, del orden del 30 al 35% según datos de Túnez. El periodo de lactancia de las yeguas dura una media de 180 días. Estos caballos son conocidos por su rusticidad, y son muy económicos, sobre todo en cuanto a la alimentación.
Las diferencias morfológicas entre las poblaciones de caballos árabe-bereber también pueden explicarse por la disponibilidad de alimentos. Las llanuras costeras, con un clima mediterráneo húmedo, proporcionan abundante alimento vegetal a estos animales, mientras que las regiones montañosas tienen un clima subhúmedo con poca disponibilidad de alimento, y las regiones desérticas del Sáhara un clima subárido, de nuevo con poco alimento, y vulnerabilidad a la desertificación.
Estos caballos pueden estar parasitados por Toxoplasma gondii, y un estudio realizado en Túnez muestra una mayor frecuencia de infestación en el sur del país que en el norte. En raras ocasiones, el árabe-bereber marroquí puede ser portador genético del síndrome de inmunodeficiencia combinada grave (SCID): el análisis genealógico de los caballos afectados ha permitido rastrear tres sementales árabes importados en Marrueco.

### Caballo de Hodh
En las fuentes coloniales se describe un supuesto tipo de árabe-bereber o bereber como el caballo de Hodh; peculiar de la región de Hodh El Chargui, en Mauritania, y al norte de Malí, es criado allí por los moros Mide de 1,45 a 1,48 m, para 325 a 375 kg.

### Selección

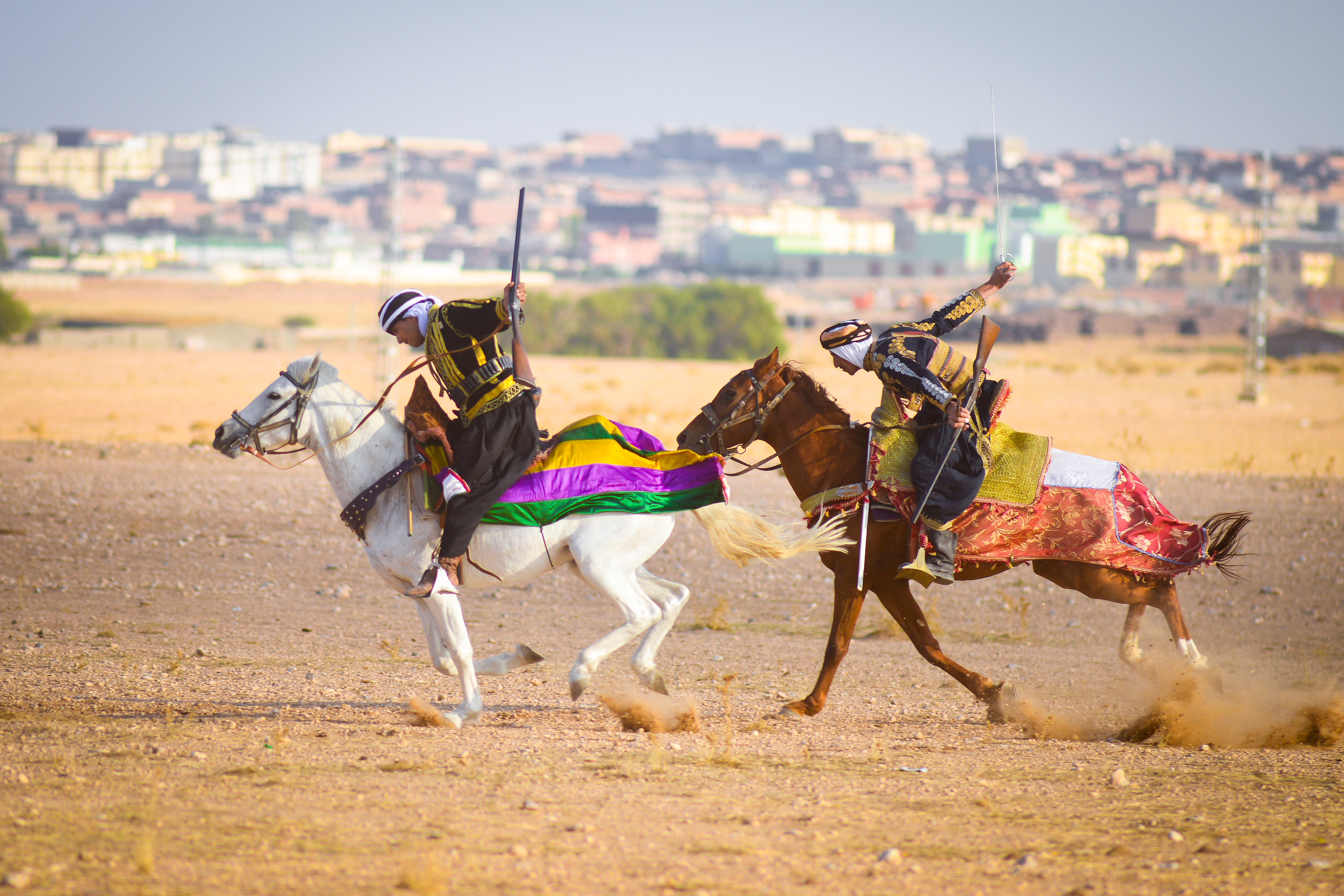
Caballos de fantasía argelinos.

Los caballos árabe-bereberes pueden ser registrados en la Organización Mundial de Caballos Barb (WBHO). Se ha propuesto que los caballos con orígenes árabes de entre el 25 y el 75% sean considerados como verdaderos árabes para su inscripción inicial en el Libro Genealógico del árabe-bereber en los países cuna de la raza.
El número de árabe-bereberes puros registrados en el stud-book argelino y nacidos entre 1993 y 2004 es de 3379. Por lo tanto, la mayoría de los caballos árabe-bereberes se presumen (indocumentados), y se identifican por su morfología, a falta de registros para identificar su ascendencia.
No existe un estándar oficial de la raza, Jamali atestigua una deriva en la asignación de papeles del árabe-bereber a los caballos de fantasía que no tienen el tipo morfológico esperado.
La conferencia anual de la OMCB impartida en Túnez en 2013 reconoce a los caballos de los siguientes cruces como árabe-bereberes:
- árabe-bereber x árabe-bereber
- árabe-bereber x pura sangre árabe
- árabe-bereber x árabe-bereber
- árabe-bereber x pura sangre árabe

### Genética

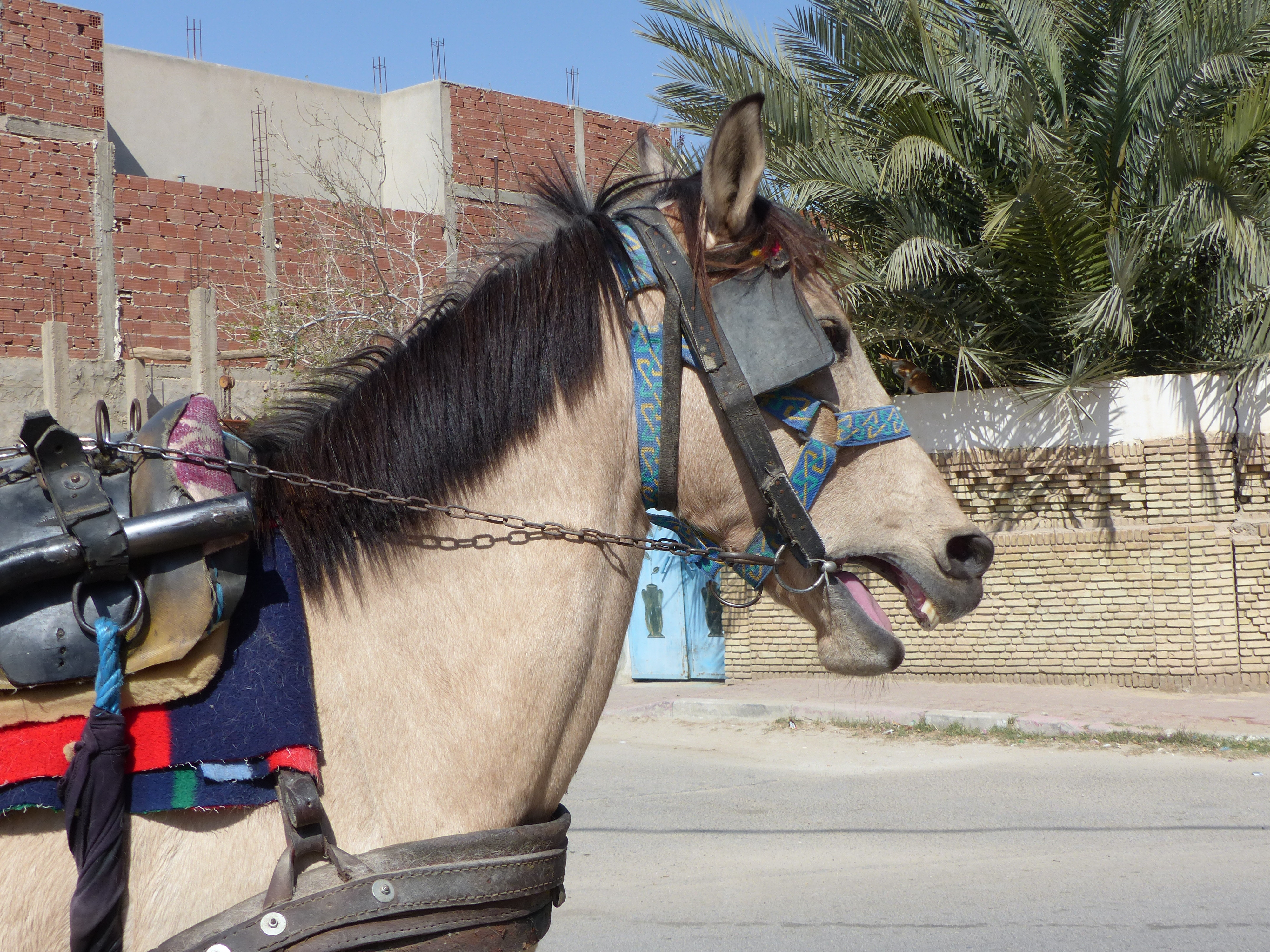
Cabeza de un árabe-bereber (de origen principalmente bereber) con perfil ligeramente cóncavo y pelaje de isabelle, en Tozeur, Túnez.

La diversidad genética expresada por la cigosidad de la raza es buena (según un estudio realizado en Marruecos y publicado en 1994), con una corta distancia genética entre el bereber y el árabe-bereber. La proximidad genética confirmada entre el bereber y el árabe-bereber hizo que Jemmali et al. (2017) los clasificaran el mismo clúster de genes. Esta proximidad genética lleva a algunos investigadores (como Berber{et al. en 2014)
El árabe-bereber tiene variantes genéticas raras como Dcfgkm, Ddekl, Es-N, Tf-A y Pi-W. Existe una diversificación del polimorfismo en los caballos árabe-bereber, en contraste con el caballo árabe.

## Usos

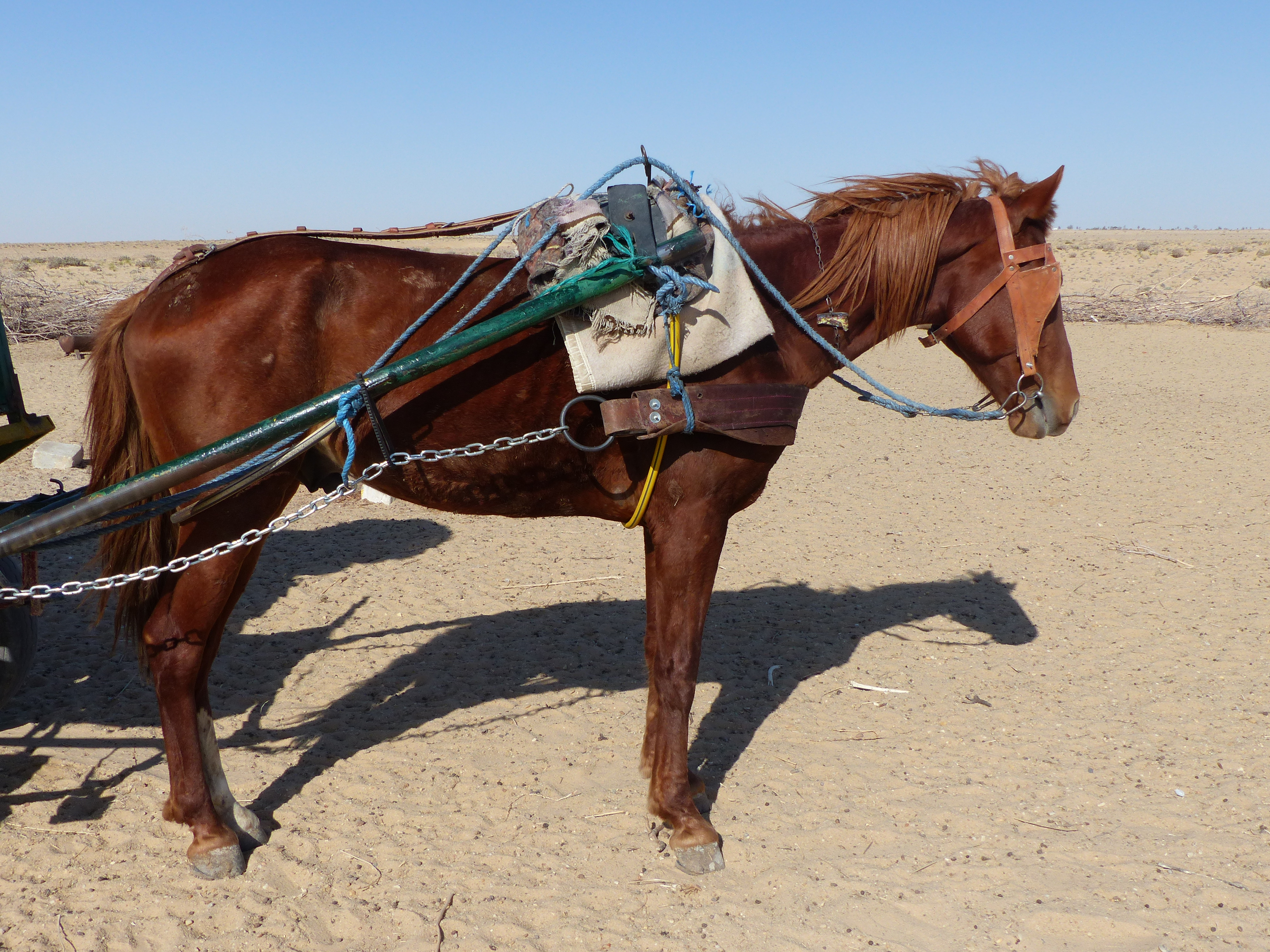
Árabe-bereber alazán (de origen mayoritariamente bereber) enjaezado cerca de Tozeur, Túnez.

Estos caballos, históricamente utilizados para la guerra, se utilizan hoy en día para el trabajo, y para eventos culturales, especialmente las fantasías, donde son ideales. Los caballos fuertes de monta, también pueden practicar enduro. En Túnez, las tareas rurales cotidianas, como la tracción agricultura, son realizadas por caballos de raza bereber y árabe procedentes de pequeñas ganaderías tradicionales.
Una opinión común en el Magreb es que el árabe-bereber es una montura adecuada para el deporte, mientras que el bereber es más adecuado para faenas; las fuentes locales reflejan este sesgo de confirmación al describir al bereber como fornido y plácido, y al árabe-bereber como atlético y nervioso.
El Árabe-Barb se utiliza en cruce con el pura sangre para dar un nuevo híbrido llamado «anglo-árabie-bereber». Marruecos contaba con unos 2500 en la región de El Jadida en 1998, donde estos caballos de carreras fueron sustituidos paulatinamente por los anglo-árabes.

## Difusión de la cría
La árabe-bereber es una raza de caballos con difusión internacional. Es común en África del Norte, que incluye Marruecos, Argelia, Túnez, Chad  y Mauritania. Los caballos chadianos se crían principalmente en las zonas montañosas del país. Presente en seis países de África, el árabe-bereber es una de las razas de caballos más extendidas en ese continente, junto con el bereber (y después del árabe y el purasangre).
Según una conferencia pronunciada en el Salon international du cheval d'El Jadida en octubre de 2010, el número total estimado de caballos árabe-bereberes en todo el Magreb sería de 185 000 cabezas. El árab-bereber es la raza equina más conocida  y la más común en Argelia, Marruecos y Túnez. En 1992, la población tunecina,, argelina  y mauritana  contabilizada en la base de datos DAD-IS era de 32 000|cabezas, con tendencia a la baja.
Según Mebarki et al. (2018), de los aproximadamente 100 000 caballos que tiene Argelia, el 90% son árabe-bereberes. Sin embargo, esto es solo una estimación, a falta de documentos que demuestren el origen de los caballos, ya que la mayoría de los árabe-bereberes argelinos tienen menos de un 25% de origen árabe.
En 2005, Lahoussine Ouragh estimó la población equina en Marruecos en 160 000 cabezas}, de los cuales el 90% son árabe-bereberes.
Los marroquíes no están disponibles en DAD-IS. La Haras Nacional de Oujda cría esta raza.

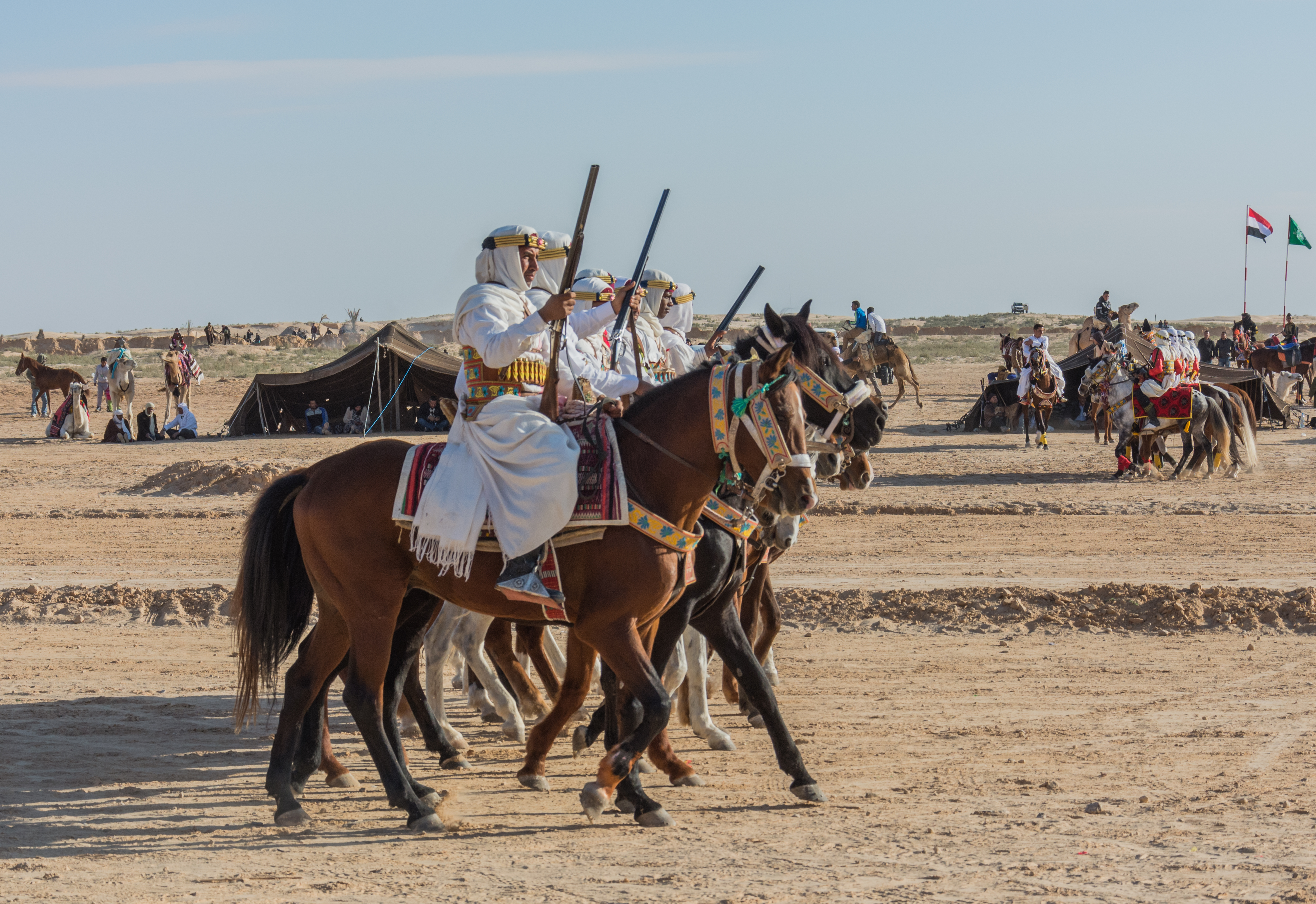
Probable árabe-bereber (en primer plano) montado durante el Festival Internacional del Sáhara en Douz, Túnez.

En 1998, según Serge Farissier, el Dr. Ali Bousrih, director general de la Fundación Nacional para la Mejora de la Raza Equina (FNARC) de la época, estimó el número de árabes tunecinos en casi 40 000. Jemmali et al. estiman la población de bereberess tunecinos y árabes juntos en unos 20 000 caballos en 2015; luego estiman el número de árabe-bereberes solos en 14 000 cabezas (en 2017).
Algunos caballos árabe-bereberes se encuentran en Europa, incluyendo España, Francia  y Alemania. La población europea es mucho más pequeña que la del continente africano, con una estimación de 1600} árabe-bereberes. Unos 50 ejemplares se censaron en 2018 en Alemania.

#### Artículos de investigación
- Boujenane, Ismaïl; Touati, Ismahane; Machmoum, Mohamed (2008). «Mensurations corporelles des chevaux Arabe-Barbes au Maroc». Revue de médecine vétérinaire (en francés) 159: 144-149. Consultado el 31 de mayo de 2021.
- Jemmali, Bayrem; Haddad, Mohamed Mabrouk; Ouled Ahmed, Hatem; Lasfer, Faten; Aoun, Bilal; Ezzar, Soufiene; Kribi, Souhila; Gtari, S.; Ezzaouia, Mohammed; Rekik, Boulbaba (septiembre de 2015). «Investigation de la diversité génétique des races Barbe et Arabe Barbe en Tunisie». Journal of New Sciences (en francés) 21. ISSN 0973-6913. Archivado desde el original el 18 de febrero de 2020. Consultado el 31 de mayo de 2021.
- Jemmali, Bayrem; Mezir, Hadded; Barhoumi, Nawel; Tounsi, Syrine; Lasfer, Faten; Trabelsi, A.; Aoun, Belgacem; Gritli, Imen; Ezzar, Soufiene; Younes, Abdelhak; Ezzaouia, Mohamed; Rekik, Boulbaba; Ahmed, Hatem (2017). «Genetic diversity in Tunisian horse breeds». Archiv für Tierzucht (en francés) 60 (2): 153-160. ISSN 0003-9438. Consultado el 31 de mayo de 2021.
- Mebarki, Mounir; Kaidi, Rachid; Benhenia, Karim (2018). «Morphometric description of Algerian Arab-Barb horse». Revue de médecine vétérinaire (en inglés) 69 (7-9): 185-190. Archivado desde el original el 16 de febrero de 2020. Consultado el 31 de mayo de 2021.
- Ouragh, Lahoussine; Mériaux, J.-C.; Braun, Jean-Pierre (1994). «Genetic blood markers in Arabian, Barb and Arab-Barb horses in Morocco». Animal Genetics (en inglés) 25 (1): 45-47. ISSN 1365-2052. doi:10.1111/j.1365-2052.1994.tb00055.x. Consultado el 31 de mayo de 2021.

#### Libros especializados
- Jamali, Yassine Hervé (2020). Le Cheval barbe. Arts équestres (en francés). Arlés: Actes Sud. ISBN 978-2-330-13111-1.
- Kadri, Abderrahman (2009). Le barbe cheval de légende (en francés). Argelia: Zaki Bouzid Éditions. ISBN 978-9961-7-7110-5.
- Slawik, Christiane; Geipert, Susanne (2006). Legendäre Pferde der Berberː Araber, Araber-Berber und Berber (en alemán). Múnich: Cadmos Verlag. ISBN 978-3-86127-432-2.

### Libros generalistas
- [Porter, Valerie; Alderson, Lawrence; Hall, Stephen J.G.; Sponenberg, Dan Phillip (9 de marzo de 2016). Mason's World Encyclopedia of Livestock Breeds and Breeding (en inglés) (6ª edición). CAB International. p. 439. ISBN 1-84593-466-0. OCLC 948839453.
- Rousseau (septiembre de 2014). «Barbe-arabe». Tous les chevaux du monde (ill. Yann Le Bris) (en francés). Delachaux et Niestlé. p. 396. ISBN 2-603-01865-5.